# Regimiento de Infantería de Montaña 20
El Regimiento de Infantería de Montaña 20 "Cazadores de los Andes" (RIM 20) es una unidad de infantería del Ejército Argentino con asiento en la guarnición militar de Jujuy y que pertenece a la V Brigada de Montaña "Gral. Manuel Belgrano", en el marco de la 2.ª División de Ejército "Ejército del Norte".
Este regimiento de infantería comparte la guarnición con la unidad de cazadores de montaña Ca Caz M 5 y con el GAM 5 "Cap. Felipe A. Pereyra de Lucena".
La unidad tiene el sobrenombre de "Cazadores de los Andes" lo mismo que el RIM 16 de Uspallata.

## Historia
La unidad fue creada el 31 de enero de 1907.

### En operaciones
El 21 de mayo de 1976, el Comando General del Ejército (Cdo Grl Ej) dictó la Orden Parcial N.º 405/76 que dispuso una adecuación de jurisdicciones militares para la lucha contra la guerrilla. El Regimiento de Infantería de Montaña 20 constituyó el Área 323, de la Subzona 32, de la Zona de Defensa III.

#### Operativo Independencia
Se constituyó un equipo de combate que, junto al del Grupo de Artillería de Montaña 5, conformaron la Fuerza de Tareas «Chañi».
Personal del RIM 20 constituyó la Fuerza de Tareas «Subteniente Barceló» junto a personal del Destacamento de Exploración de Caballería Blindada 141 (C-5).

### Actividades de paz
El 6 de noviembre de 2014, la V Brigada de Montaña compartió una ascensión con la I División de Ejército del Ejército de Chile, un hecho sin precedentes que procuró fomentar la amistad entre ambas naciones. Se hizo cima en el cerro Zapaleri (5650 m s. n. m.), el cual constituye un punto trifinio entre la Argentina, Bolivia y Chile. El Regimiento de Infantería de Montaña 20 y el Grupo de Artillería de Montaña 5 tomaron parte en la cordada.

## Organización
- Jefe del Regimiento de Infantería de Montaña 20 (J RIM 20).
  - Plana Mayor (Pl My).
  - Compañía de Infantería de Montaña «A» (Ca I M A).
  - Compañía de Infantería de Montaña «B» (Ca I M B).
  - Compañía Comando y Servicios (Ca Cdo Ser).
  - Banda Militar (Bda Mil).